# 吉田眞人
吉田 眞人（よしだ まびと、1960年〈昭和35年〉8月28日 - ）は、日本の郵政・総務官僚。東北新社役職員による総務省幹部接待問題及び日本電信電話役職員による総務省幹部接待問題で懲戒処分を受けた。

## 経歴
大阪市出身。大阪府立天王寺高等学校を経て、京都大学法学部卒業。1985年、郵政省入省。2007年、総務省情報通信政策局放送政策課長。2008年、情報流通行政局放送政策課長。2009年、内閣官房内閣参事官。2011年、大臣官房会計課長。2012年、情報流通行政局総務課長。2013年、情報通信国際戦略局参事官（国際競争力強化戦略担当）。2014年、総合通信基盤局電気通信事業部長。2015年、大臣官房審議官（情報流通行政局担当）。2017年、大臣官房総括審議官（情報通信担当）。
2018年、国際戦略局長。2019年、情報流通行政局長。2020年、総務審議官（国際担当）。2021年、東北新社の問題に関与。利害関係者にあたる同社から複数回の供応接待を受けたとして、国家公務員倫理規程違反により、同年2月、減給の懲戒処分。その後、前記以外にも複数の事業者との会食について国家公務員倫理規定違反があったことが確認され、同年6月再び減給の懲戒処分に処された。同年7月、総務省退官。

## 略歴
国家公務員採用上級甲種試験（試験区分：法律）合格。
1985年04月01日：郵政省入省。
1991年06月00　：郵政省電気通信局電気通信事業部業務課長補佐。
1994年07月00　：郵政省大臣官房国際部国際政策課長補佐。
1995年05月00　：経済協力開発機構日本政府代表部一等書記官。
1998年06月00　：郵政省通信政策局総務課長補佐。
1999年07月13日：郵政省通信政策局政策課企画官。
2000年02月01日：郵政省大臣官房企画課調査官（併）内閣官房内閣内政審議室（併）総理府大臣官房内政審議室。
2000年07月03日：郵政省通信政策局総務課調査官。
2001年01月06日：総務省情報通信政策局総務課調査官（併）内閣府政策統括官（沖縄担当）付参事官（沖縄総合調整担当）付企画官。
2001年11月00　：電気通信事業紛争処理委員会事務局紛争処理調査官。
2002年08月00　：総務省情報通信政策局放送政策課企画官。
2004年07月00　：総務省情報通信政策局情報通信政策課情報セキュリティ対策室長。
2005年08月15日：電気通信事業紛争処理委員会事務局参事官。
2007年03月01日：総務省情報通信政策局放送政策課長。
2008年07月04日：総務省情報流通行政局放送政策課長（併）情報通信国際戦略局参事官（通信・放送総合戦略担当）。
2009年07月14日：内閣官房内閣参事官（内閣官房副長官補付）（命）内閣官房情報通信技術（IT）担当室室員。
2011年07月15日：総務省大臣官房会計課長（併）大臣官房会計課予算執行調査室長。
2012年08月01日：総務省情報流通行政局総務課長。
2013年06月28日：総務省情報通信国際戦略局参事官（国際競争力強化戦略担当）。
2014年07月22日：総務省総合通信基盤局電気通信事業部長。
2015年07月31日：総務省大臣官房審議官（情報流通行政局担当）。
2017年07月11日：総務省大臣官房総括審議官（情報通信担当）（併）内閣官房副長官補付（命）内閣官房情報通信技術（IT）総合戦略室室員。
2018年07月20日：総務省国際戦略局長。
2019年07月05日：総務省情報流通行政局長。
2020年07月20日：総務審議官（国際担当）。
2021年07月01日：総務省退官。
2021年07月02日：総務省顧問。
2021年10月01日：総務省顧問免職。
2022年：U-NEXT HOLDINGS顧問。
2024年6月：一般財団法人全国地域情報化推進協会理事長